# مسجد اتابکان
مسجد جامع اتابکان (نام‌های دیگر: مسجد امام صادق و مسجد درب امامزاده) مسجدی تاریخی مربوط به دوره اتابکان لر بزرگ است که در شهرکرد، خیابان ولی‌عصر جنوبی، میدان امامزادگان دوخاتون قراردارد. مسجد جامع اتابکان در تاریخ ۱۷ مرداد ۱۳۵۱ با شمارهٔ ثبت ۹۲۵ به‌عنوان یکی از آثار ملی ایران به ثبت رسیده است. این مسجد یکی از تاریخی ترین مساجد چهارمحال و بختیاری به شمار می آید.

## تاریخچه
مسجد اتابکان یکی از بناهای تاریخی شهرکرد است که در بافت تاریخی شهرکرد واقع شده است. این مسجد مربوط به دوره اتابکان لر بزرگ در اوایل قرن هفتم هجری قمری می باشد که در این مکان حکومت می کرده است. پایه گذار این سلسله ابوطاهر است که او را اتابک سلغریان برای رفع طغیان در لر بزرگ در سال ۵۴۳ هجری قمری به این ناحیه فرستاد. اباقاخان مغول بعدها حکومت خوزستان را نیز به ضمیمه ولایت اصلی لر بزرگ به اتابکان لرستان واگذاشت و یکی از ایشان یعنی افراسیاب پس از مرگ ارغون خان اصفهان را محاصره کرد که البته پس از زمانی کوتاه سرکوب گردید. بسیاری از سنوات راجع به سلطنت او تحقیقی نمی باشد. پایتخت این امرا در شهر ایذه بوده است و یوسف شاه ثانی از این سلسله شوشتر و بصره را نیز گرفته است. اتابکان لر بزرگ تا نیمه اول قرن نهم باقی بودند و آخرین ایشان که غیاث الدین کاوس نام داشت به دست سلطان ابراهیم بن شاهرخ تیموری برافتاد و سلسله ایشان منقرض شد. مسجد تاریخی اتابکان از نظر معماری به سبک مساجد قرون اولیه اسلامی ساخته شده است. این مسجد قدمتی بالغ بر 8 قرن دارد و می توان گفت قدیمی ترین بنای تاریخی و کهن ترین مسجد در شهرکرد می باشد. این مسجد در زمان حاکمیت صفویان مرمت شده و نمای آن با آجر کار شده است. پس از آن مسجد در دوره قاجار و پهلوی نیز مورد مرمت قرار گرفت. مسجد اتابکان در سال ۱۳۵۱ خورشیدی با شماره  ۹۲۵ در فهرست آثار ملی ایران ثبت شد.

## معماری
مصالح به کار رفته در مسجد اتابکان خشت خام و ملات گل و آجر هستند و دیواره بیرونی مسجد در سال ۱۱۱۰ در دوره صفویه ساخته شده است. این مسجد دارای پلان شبستانی است که به صورت مربع شکل ساخته شده و ابعاد آن ۱۶ در ۵ متر می باشد. مسجد اتابکان به شکل سرپوشیده ساخته شده و دارای چهار ستون منشوری شکل قطور از آجر بوده و طاقی روی آن استوار شده و طاق نمای وسطی این مسجد به ابعاد ۶ در ۶ متر فضای میان مسجد را تشکیل داده است. در طاق شمال شرقی، نمای آجری غیر هم سطحی دیده می شود که روی کل طاق گچ کشیده شده است. محراب مسجد اتابکان ساده ساخته شده و فاقد تزئینات می باشد. در بالای دیوارها سه پنجره هلالی شکل به منظور روشن نگه داشتن مسجد تعبیه شده است.درب غربی مسجد به طرف امامزادگان حلیمه و حکیمه خاتون باز شده و گنبد مرکزی با ستونهای آجری و دهلیزهای محاط بر گنبد و شبستان این مسجد را از دیگر مساجد متمایز می کند.
در گذشته ساختمان های بیشتری در اطراف مسجد وجود داشتند که می توان از تطهیرخانه مسجد و چند باب مغازه که برای تامین مخارج مسجد اختصاص داده شده بود نام برد که با مرور زمان از بین رفتند. این مسجد همچنین بدون گلدسته و مناره و به سبک مساجد اولیه اسلامی ساخته شده است. مسجد اتابکان که دوره های تاریخی زیادی را به خود دیده است هم اکنون نیز پس از گذراندن ۸ قرن از تاریخ بنای خود توانسته اصل معماری و ترکیب اولیه خود را حفظ کند. این مسجد به دلیل رطوبت زیاد در سال ۱۳۹۱ دارای آسیب های جزیی شد و سپس مرمت شد.